# 市井悠太
市井 悠太（いちい　ゆうた、6月13日 - ）は、日本プロ麻雀協会所属のプロ雀士。協会では事務局長もつとめる。大阪府出身。

## 人物
愛称は「へちょーる」。「赤の鉄人」とも。趣味・特技は麻雀、痩せる事。
自団体のリーグ戦ではB1リーグに所属。
タイトルはネット麻雀「雀魂」の三人麻雀「魂天」を獲得。